# 인터넷 유행어 대상
인터넷 유행어 대상(ネット流行語大賞, 넷 유행어 대상), 인터넷 버즈워드 어워드(Internet Buzzword Award)는 1년 동안 인터넷에서 가장 인기 있는 유행어를 결정하는 일본의 상이다.
이 문서에서는 2013년부터 시상식과 연계하여 진행되고 있는 애니메 유행어 대상(Anime Buzzword Award)에 대해서도 다루고 있다.

## 개요
올해의 인터넷 유행어 대상은 2007년 출범한 온라인 미디어 기업 가젯통신이 매년 선정하며, 2채널 검색 회원들로부터 후보를 모집하고 이들 회원들의 투표로 인기 단어가 결정된다. 2013년부터 '애니메 유행어 대상'은 그 해 방송된 일본 애니메이션 관련 단어만을 대상으로 개최됐다.
대상은 연말에 개최되기 때문에 연말에 유행했던 단어가 비교우위를 갖는다. 또한 선정방식으로 인해 2채널과 니코니코 동화에서 인기가 많았던 단어들이 선정되는 경향이 있었다. 유캔(You Can)이 후원하는 '신규어·인기어상'보다 이 상이 더 친숙한 사람들이 많다.